# Alessio Prati
Alessio Prati   (Ferrara, 19 de juliol de 1750 - Ferrara, 17 de gener de 1788) va ser un mestre de capella i compositor; especialment d'òperes.
Fill de Giuseppe i de Rosalba Finotti, amb dues germanes, Alessio Prati va rebre els primers rudiments musicals del seu pare, empleat a les duanes de Ferrara i aficionat a la música, després de Pietro Marzola, mestre de capella de la Catedral. En morir el seu pare, va ser nomenat "Oficial de 'Forestieri" a la porta de S. Paolo, però les seves funcions van ser confiades al seu oncle Francesco. Després fou mestre de capella d'Udine, i el 1767 va traslladar-se a París, on va ser director de la capella de música del duc de Penthièvre.
Més tard va passar a Sant Petersburg, visità Alemanya i, per fi, va retornar a la seva pàtria, on va ser nomenat mestre de capella del rei de Sardenya.
A més de diverses obres per a piano i violí i per a arpa, un concert per flauta, etc., i de diverses melodies italianes, va compondre les òperes:
- Ecole de jeunesse (París);
- Armida abbandonata (Múnic, 1784);
- L'Olimpia (Nàpols, juny de 1786)
- L'Ifigenia in Aulide (Florència, 1787);
- Demofoonte (Venècia, 1787)
- La vendetta di Nino o La morte di Semiramide (Pàdua, 1790);[2]